# Кевин Форд
Кевин Антъни Форд (на английски: Kevin Anthony Ford) e американски тест пилот и астронавт на НАСА, участник в два космически полета.

## Образование
Кевин Форд завършва колежа Blackford High School във Индиана през 1978 г. През 1982 г. завършва Университета „Нотр Дам“, Индиана с бакалавърска степен по аерокосмическо инженерство. Дипломира се като магистър по международни отношения в Университета „Трой“, Алабама през 1989 г. и аерокосмическо инженерство в университета на Флорида през 1994 г. През 1997 г. става доктор по аерокосмическо инженерство в Технологичния институт на USAF, Райт Патерсън, Охайо.

## Военна кариера
Кевин Форд постъпва на служба в USAF с чин младши лейтенант след дипломирането си през 1982 г. През 1984 г. става пилот на самолет F-15 Игъл от състава на бойна ескадрила 22, базирана в авиобазата Битбург, Германия. От 1987 г. е в бойна ескадрила 57, базирана в Исландия. През 1989 г. ескортира 18 бойни самолета на СССР през Северно море. През 1990 г. завършва школата за тест пилоти в авиобазата Едуардс, Калифорния. В продължение на три години служи в авиобазата като изпитател на ново поколение ракетно въоръжение на изтребителя F-16. В края на 90-те години завършва генералщабен колеж, Монтгомъри, Алабама. В кариерата си има над 4700 полетни часа. Напуска USAF през юни 2008 г. с чин полковник.

## Служба в НАСА
Кевин А. Форд e избран за астронавт от НАСА на 26 юли 2000 г., Астронавтска група №18. От януари 2005 до юли 2008 г. е CAPCOM офицер на мисиите STS-115, STS-116, STS-117, STS-120, STS-122, и STS-123. Взема участие в два космически полета.

## Полети
Кевин Форд лети в космоса като член на екипажа на две мисии:
| Космически полети на Кевин Антъни Форд                            | Космически полети на Кевин Антъни Форд | Космически полети на Кевин Антъни Форд | Космически полети на Кевин Антъни Форд | Космически полети на Кевин Антъни Форд     | Космически полети на Кевин Антъни Форд | Космически полети на Кевин Антъни Форд |
| №                                                                 | Дата                                   | КК                                     | Емблема на мисията                     | Функции                                    | Продължителност                        |                                        |
| ----------------------------------------------------------------- | -------------------------------------- | -------------------------------------- | -------------------------------------- | ------------------------------------------ | -------------------------------------- | -------------------------------------- |
| 1                                                                 | 28 август 2009                         | „Дискавъри“, мисия STS-128             |                                        | Пилот                                      | 13 денонощия 20 часа 54 минути 55 сек. |                                        |
| 2                                                                 | 23 октомври 2012                       | „Союз ТМА-06М“, Експедиция 33 на МКС   |                                        | Бордови инженер, Командир на Експедиция 33 | 143 денонощия 17 часа                  |                                        |
| Сумарно време в космоса – 157 денонощия 13 часа 09 минути 55 сек. |                                        |                                        |                                        |                                            |                                        |                                        |

## Награди
- Легион за заслуги;
- Медал за похвална служба
- Медал за похвала на USAF;
- Медал за постижения във въздуха на USAF;
- Медал за служба в националната отбрана;
- Медал на експедиционните сили;
- Медал за продължителна служба в USAF;
- Медал за завършен тренировъчен курс на USAF;
- Медал на НАСА за участие в космически полет.